# Bienvenue sur Alflolol
Bienvenue sur Alflolol est un album de bande dessinée de la série Valérian, écrite par Pierre Christin et dessinée par Jean-Claude Mézières.

## Résumé
En tournée dans une colonie terrienne sur Technorog, une colonie toute dévouée à l'industrie, Valérian et Laureline rencontrent les vrais habitants des lieux, qui étaient partis faire un « petit tour » de 4000 ans : Argol, Garol, Orgal, Logar et leur animal le Goumoun. Ceux-ci découvrent que les Terriens se sont installés sur ce qui était leur campement sur leur planète, qu'ils appellent Alflolol.
C'est le début d'une confrontation entre le désordre dans la bonne humeur des Alflololiens et l'efficacité du gouverneur terrien, entre leur mode de vie primitif et la machine industrielle.

## Principaux personnages
- Garol
- Orgal
- Argol
- Logar
- Lagor
- le Goumoun
- le gouverneur d'Alflolol

## Thématiques
Le plus engagé des albums de la série critique le productivisme et évoque les conséquences d'une société industrialisée qui pollue sans vergogne au nom de la rentabilité et de l'efficacité. Le sort des Alflololiens méprisés, insultés et parqués dans des réserves évoque celui des Indiens d'Amérique du Nord.
C'est aussi la première fois que Galaxity est critiquée.